# 菲图
菲图（法語：Fitou，法語發音：[fitu] ⓘ）是法国奥德省的一个市镇，位于该省东南部，属于纳博讷区。菲图是这一地区的一个红酒产区。

## 地理
菲图（42°53'37"N, 2°58'43"E）面积30.25 平方千米，位于法国奧克西塔尼大區奥德省，该省份为法国南部沿海省份，北起塔恩省，西北接上加龙省，西接阿列日省，南至东比利牛斯省，东临地中海，东北与埃罗省接壤。
与菲图接壤的市镇（或旧市镇、城区）包括：卡沃、弗亚、勒卡特、特雷耶、奥普勒-佩里约斯、萨尔斯堡。
菲图的时区为UTC+01:00、UTC+02:00（夏令时）。

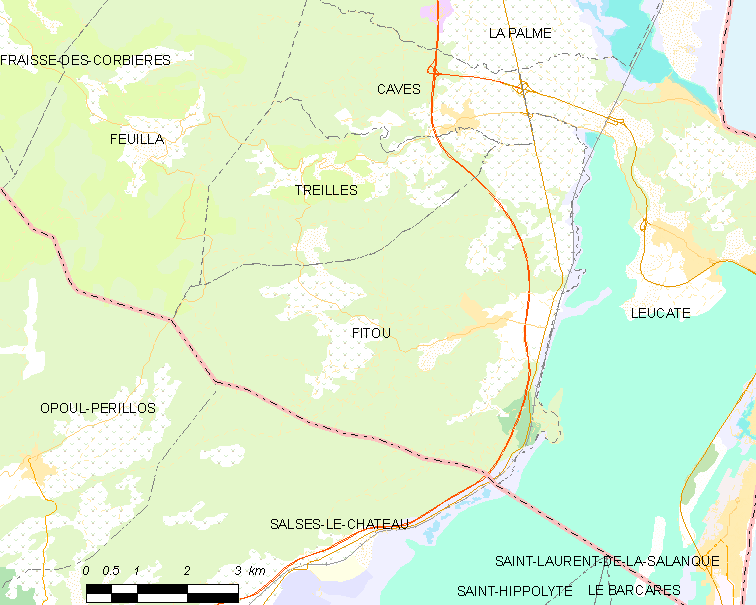
菲图的OSM定位图

## 行政
菲图的邮政编码为11510，INSEE市镇编码为11144。

## 政治
菲图所属的省级选区为地中海科比耶尔县。

## 人口

1962-2008年间菲图人口变化图示

菲图于2022年1月1日时的人口数量为1147人。